# Opistion
Opistion sau opisthion (Opisthion) este un punct craniometric situat la mijlocul marginii posterioare a găurii occipitale mari; este opus bazionului.